# Юнацький чемпіонат Європи з футболу (U-18) 1993
Чемпіонат Європи з футболу серед юнаків віком до 18 років 1993 року — пройшов в Англії з 18 по 25 липня. Переможцем стала збірна Англії, яка у фіналі перемогла збірну Туреччини із рахунком 1:0.

## Учасники
- Франція
- Англія (господарі)
- Угорщина
- Нідерланди
- Португалія
- Румунія
- Іспанія
- Туреччина

## Груповий етап

### Група A
| Збірна     | І | В | Н | П | ГЗ | ГП | РГ | О |
| ---------- | - | - | - | - | -- | -- | -- | - |
| Туреччина  | 3 | 2 | 1 | 0 | 6  | 1  | +5 | 5 |
| Португалія | 3 | 1 | 1 | 1 | 2  | 2  | 0  | 3 |
| Угорщина   | 3 | 1 | 1 | 1 | 2  | 3  | –1 | 3 |
| Румунія    | 3 | 0 | 1 | 2 | 0  | 4  | –4 | 1 |

| 18 липня |

| Португалія | 0 – 0 | Румунія |
| ---------- | ----- | ------- |
|            |       |         |

| Лінкольн |

| 18 липня |

| Угорщина | 1 – 1 | Туреччина |
| -------- | ----- | --------- |
|          |       |           |

| Шеффілд |

| 20 липня |

| Румунія | 0 – 3 | Туреччина |
| ------- | ----- | --------- |
|         |       |           |

| Ноттінгем |

| 20 липня |

| Португалія | 2 – 0 | Угорщина |
| ---------- | ----- | -------- |
|            |       |          |

| Лінкольн |

| 22 липня |

| Туреччина | 2 – 0 | Португалія |
| --------- | ----- | ---------- |
|           |       |            |

| Ноттінгем |

| 22 липня |

| Румунія | 0 – 1 | Угорщина |
| ------- | ----- | -------- |
|         |       |          |

| Дербі |

### Група B
| Збірна     | І | В | Н | П | ГЗ | ГП | РГ | О |
| ---------- | - | - | - | - | -- | -- | -- | - |
| Англія     | 3 | 3 | 0 | 0 | 11 | 2  | +9 | 6 |
| Іспанія    | 3 | 2 | 0 | 1 | 8  | 8  | 0  | 4 |
| Нідерланди | 3 | 0 | 1 | 2 | 4  | 8  | –4 | 1 |
| Франція    | 3 | 0 | 1 | 2 | 2  | 7  | –5 | 1 |

| 18 липня |

| Нідерланди | 2 – 3 | Іспанія |
| ---------- | ----- | ------- |
|            |       |         |

| Волсолл |

| 18 липня |

| Англія | 2 – 0 | Франція |
| ------ | ----- | ------- |
|        |       |         |

| Сток |

| 20 липня |

| Іспанія | 4 – 1 | Франція |
| ------- | ----- | ------- |
|         |       |         |

| Кру |

| 20 липня |

| Нідерланди | 1 – 4 | Англія |
| ---------- | ----- | ------ |
|            |       |        |

| Волсолл |

| 22 липня |

| Іспанія | 1 – 5 | Англія |
| ------- | ----- | ------ |
|         |       |        |

| Волсолл |

| 22 липня |

| Франція | 1 – 1 | Нідерланди |
| ------- | ----- | ---------- |
|         |       |            |

| Сток |

## Матч за 3-тє місце
| 25 липня 1993 |

| Іспанія                | 2 – 1 | Португалія    |
| ---------------------- | ----- | ------------- |
| Гальвес 11' Гарсія 44' |       | Нуно Луїс 40' |

| Ноттінгем |

## Фінал
| 25 липня 1993 |

| Англія                  | 1 – 0 | Туреччина |
| ----------------------- | ----- | --------- |
| Даррен Кескі 77' (пен.) |       |           |

| Ноттінгем Глядачів: 24.000 Арбітр: Р. Г. Ольсен |

| Чемпіон Європи 1993 |
| ------------------- |
| Англія 9-й титул    |